# 在上海日本国総領事館
在上海日本国総領事館（ざいシャンハイにっぽんこくそうりょうじかん、中国語: 日本国驻上海总领事馆、英語: Consulate-General of Japan in Shanghai）は、日本の総領事館で、外務省の特別の機関である。
2018年10月1日時点で、在外公館別在留邦人数は、在ロサンゼルス日本国総領事館（9万7209人）、在ニューヨーク日本国総領事館（8万3237人）、在タイ日本国大使館（7万2520人）、在英国日本国大使館（5万7968人）に次いで第5位（5万3115人）となっている。

## 所在地

### 本館
事務所（領事部門を除く）、広報文化センター
郵便番号：200336
中華人民共和国上海市長寧区万山路8号
中国語: 200336 中华人民共和国上海市长宁区万山路8号
英語: 8 Wan Shan Road, Changning District, Shanghai, 200336, People's Republic of China

### 別館
事務所（領事部門）
郵便番号：200336
中華人民共和国上海市長寧区延安西路2299号　上海世貿大厦13階
中国語: 200336 中华人民共和国上海市长宁区延安西路2299号　上海世贸大厦13楼
英語: 13/F, ShanghaiMart Tower, 2299 YanAn Road West, Changning District, Shanghai, 200336, People's Republic of China

## 管轄地域
- 上海市
- 江蘇省
- 浙江省
- 安徽省
- 江西省

## 歴史

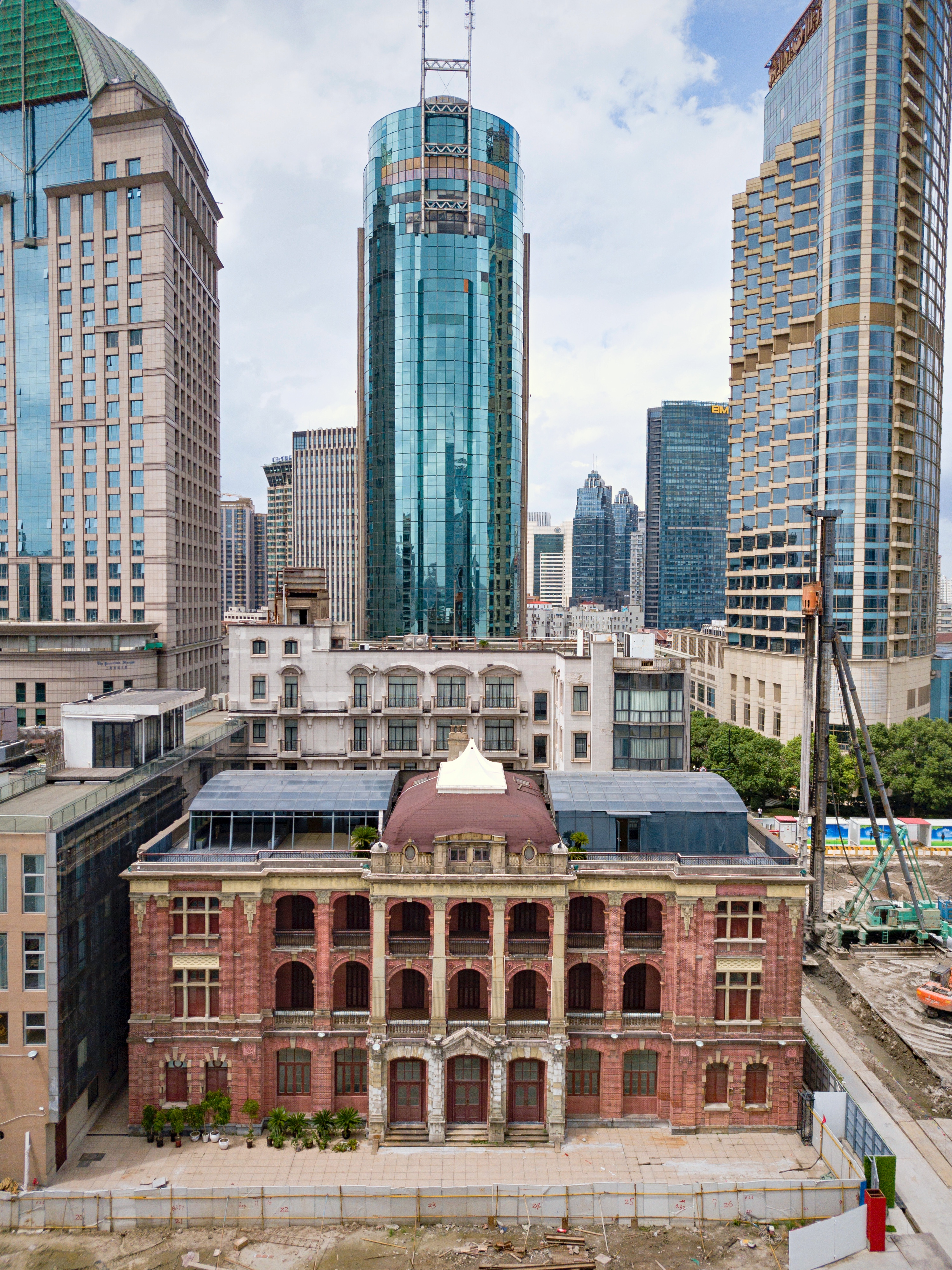
虹口区の旧日本領事館

上海には1870年代に日本の領事館が設置された。その後虹口に移転し、平野勇造設計による総領事館が1911年に竣工している（建物は現存）。
戦後、日中国交正常化を経て事実上総領事館が再設置されたのは1975年9月2日である。

## 事件
- 上海事件 (1988年)
1988年11月、日本留学のための就学ビザ発給を求める申請者が殺到した事件。
- 上海総領事館員自殺事件
2004年5月6日、当時46歳の事務官が館内で自殺した事件。中国当局の脅迫が背景にあると指摘されている。

## 著名な在勤者
- 影山剛士 - 湖西市長
- 矢田七太郎 - 満州国参議府参議
- 内田尚孝 - 同志社大学教授